# Simca
Simca — французская автомобилестроительная компания.

## Основание
История марки Simca начинается с Эрнеста Лосте, бывшего талантливого велосипедиста, который после окончания спортивной карьеры решает открыть автомобильный гараж в Париже. В 1907 году он становится эксклюзивным Дистрибьютором во Франции автомобилей итальянской марки F.I.A.T.. После Первой мировой войны его бизнес становится настолько процветающим, что на самом Фиате решают, что больше не могут позволить небольшой французской фирме распространять свою продукцию.
В 1926 году создаётся компания SAFAF (Société anonyme française des cars Fiat) — французская дочерняя компания Fiat-Italy, отвечающая за сборку (из итальянских комплектующих) и распространение автомобилей Фиат по всей Франции. Эрнест Лосте назначается председателем совета директоров компании, но больше уже не является миноритарным акционером, поскольку итальянский Fiat завладевает большей частью капитала. Фиат навязывает Лосте молодого 28-летнего директора из Турина, многообещающего и амбициозного Энрико Теодоро Пигоцци, которому поручается реорганизовать производство и создать дилерскую сеть по всей Франции. Сборку автомобилей, взявший франкофонное имя Анри-Теодоре, Пигоцци наладил во Франции в 1928 году на новом заводе в Сюрене близ Парижа.
С конца 1929 года Великая депрессия вызвала спад мирового промышленного производства и политику экономической самоизоляции всех ведущих стран мира. В духе Протекционизма, поскольку между двумя странами не существовало политики свободной торговли, Фиат не смог больше продавать свои модели на территории Франции без уплаты налогов на импорт и таможенных пошлин. Как следствие, его автомобили, собранные из импортных машинокомплектов, стали совершенно неконкурентоспособными перед лицом французских конкурентов, но Пигоцци сумел убедить акционеров Фиата локализовать производство их автомобилей непосредственно во Франции.
В 1932 году SAFAF, сохранив ту же аббревиатуру, представил в Италии свою новую модель Fiat 508 Balilla, переименованную во Франции в 6CV. На решетке радиатора первых SAFAF 6CV было написано «на 80% сделано во Франции», а позже «Произведено во Франции». Однако Пигоцци сталкивается с серьезной проблемой, поскольку все комплектующие шли из Италии. В отсутствие собственного механического завода SAFAF Пигоцци создает из мелких субподрядчиков кластер, в котором они производят детали по итальянским спецификациям, а завод в Сюрене отвечает за конечную сборку автомобилей. К 1934 году SAFAF выпустил уже свыше 30 тысяч FIAT.
2 ноября 1934 года Пигоцци основал компанию «Societe Industrielle de Mechanique et Carrosserie Automobile» (Промышленное общество по производству автомобилей и кузовов), сокращенно SIMCA, с капиталом в 8 млн франков. Всеми акционерами компании выступали исключительно граждане Франции, хотя за ними стоял непосредственно Фиат. Для запуска массового производства автомобилей Simca купила в 1935 году новый завод в Нантере у разорившейся компании Donnet. Завод был полностью переоборудован итальянскими специалистами из Фиата. Первой моделью с названием Simca по диагонали на логотипе Fiat, покинувшей ворота завода в июле 1935 года, стала Simca-Fiat 6CV, которая была не чем иным как FIAT 508 Balilla. Следующей моделью стала Simca-Fiat 11CV (FIAT 518 Ardita). Большой успех выпал также на долю 2-местного микроавтомобиля Simca Cinq, представлявшего собой копию Fiat 500. С 1938 года марка Simca-Fiat была заменена на просто Simca.

## Период быстрого развития компании
В 1951 году Simca представила свою первую модель автомобиля полностью собственной разработки Aronde — малолитражку с несущим кузовом типа седан (кузов). Машина оказалась очень востребованной, в первый год выпуска было продано более 20 000 ед. А в 1959 году объем продаж уже превысил 100 000 машин. На конвейере модель Simca Aronde стояла до 1964 года.

Благодаря успеху Aronde Simca в 1954 году смогла выкупить завод французского отделения Ford France в Пуасси. Вместе с заводом Simca получила права на модель Vedette. В 1957 году начат выпуск модели Ariane, построенной на шасси Vedette с мотором от Aronde. После модернизации завода в Пуасси туда переехало основное производство, а в 1961 году завод в Нантере был продан Citroen. В 1959 году была куплена компания Talbot.

## Период правления Chrysler и PSA
Несмотря на популярность своих автомобилей Simca вынуждена была продать 15 % акций концерну Chrysler. В 1962 году выходит модель Simca 1000, а год спустя Chrysler увеличивает свою долю акций до 63 %. В 1964 году умер Анри-Теодоре Пигоцци, а в 1967 Chrysler уже владеет 77 % акций французской компании. В 1968 году появилась переднеприводная Simca 1100 с поперечно расположенным двигателем. В 1970 Simca приобретает отделение военно-промышленной группы Matra совместно с которым выпускались модели Matra-Simca Bagheera и Matra-Simca Rancho. В том же году Chrysler выкупает 99 % акций компании и переименовывает её в Chrysler-France. Старые модели продолжали выпускаться под маркой Simca, позже Simca-Chrysler и Chrysler-Simca. Появившиеся в 1970 году модели 160 и 180 выпускались под маркой Chrysler. В 1975 году модельный ряд был обновлён. Начат выпуск 5-дверных хетчбэков с передним приводом 1307 и 1308. Два года спустя вышли заднеприводные модели 1609 и 1610. В 1978 году Chrysler продаёт свои акции группе PSA. Вскоре все модели стали выпускаться под маркой Talbot.

## Выпущенные модели
- Simca 5 (Fiat Topolino)
- Simca 6 (Fiat Topolino)
- Simca 8 (Fiat 508C)
- Simca 9
- Simca 11 = Fiat 518 Ardita
- Simca Aronde
- Simca Vedette (также выпускалась по лицензии компанией Simca do Brasil под именами Simca Chambord, Simca Alvorada, Simca Profissional и Simca Présidence)
- Simca Jangada (Simca do Brasil)
- Simca Esplanada (Simca do Brasill)
- Simca Regente (Simca do Brasil)
- Simca Tufão (Simca do Brasil)
- Simca GTX (Simca do Brasil)
- Simca Ariane
- Simca 1000
- Simca 1000 Bertone Coupe
- Simca 1100
- Simca 1300/1500-1301/1501
- Simca 1200S Bertone Coupe
- Chrysler-Simca 1609/1610/2-Litre
- Matra-Simca Bagheera
- Matra-Simca Rancho
- Simca 1307/1308/1309/1510
- Simca Horizon
- Talbot-Simca Solara

## Галерея

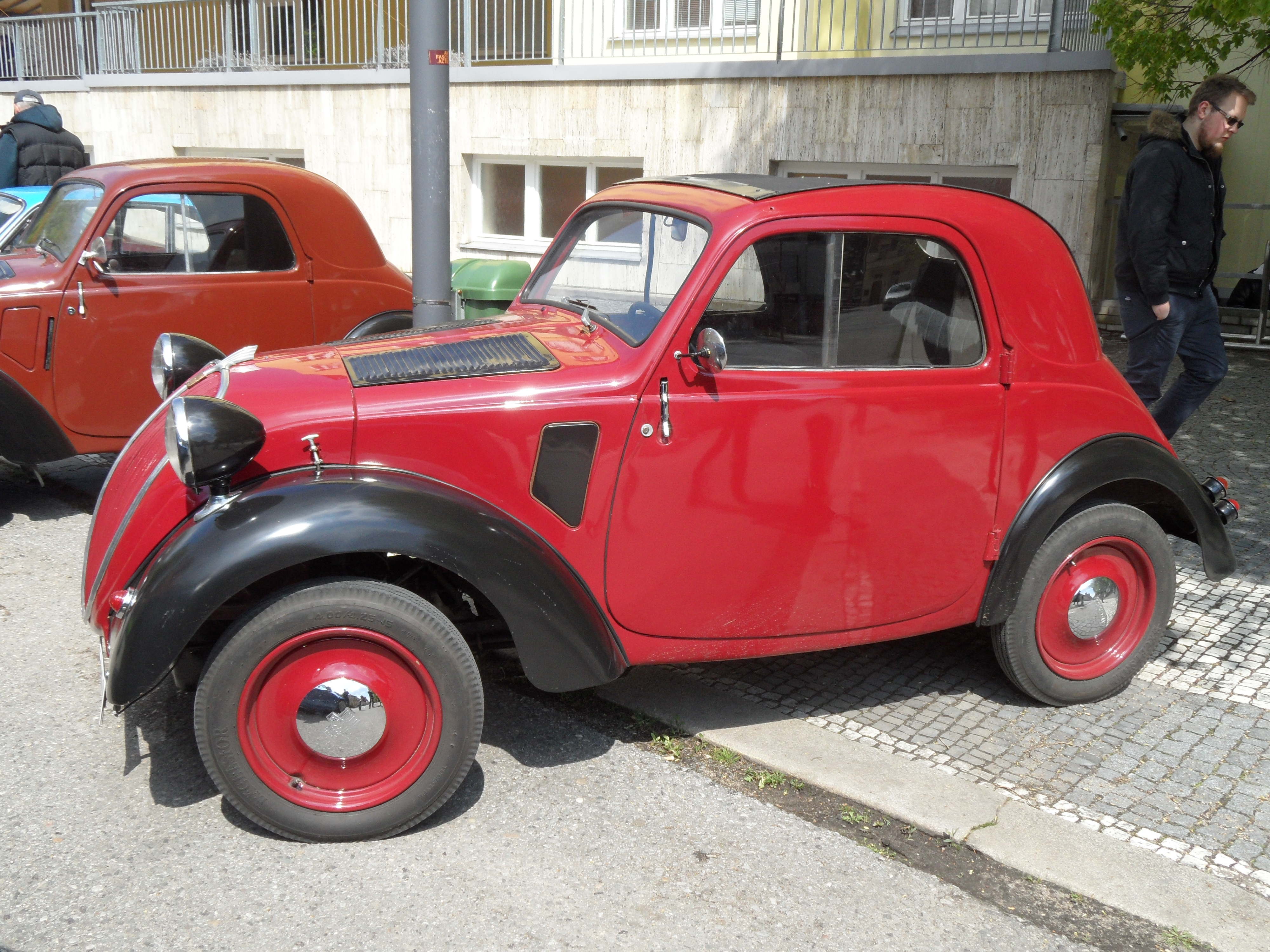
Simca 5
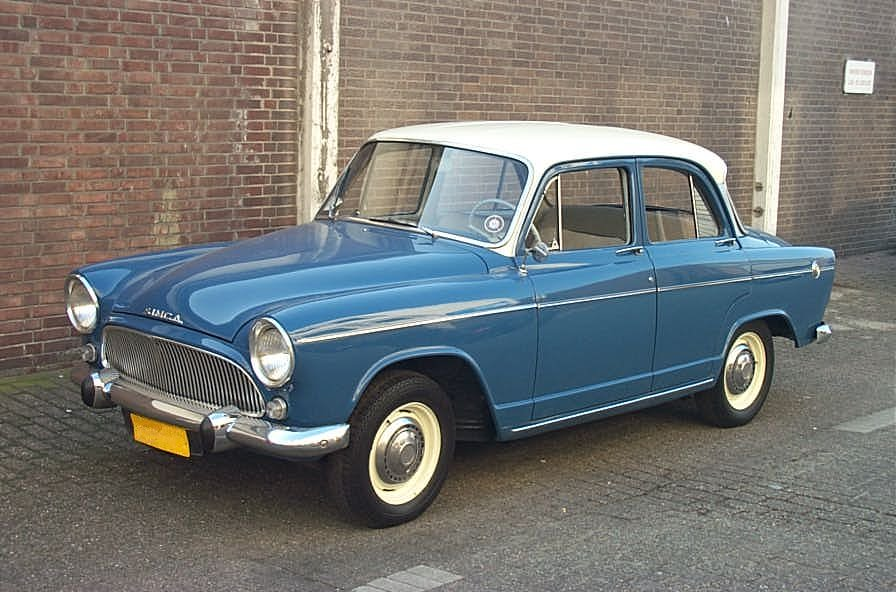
Simca Aronde P60
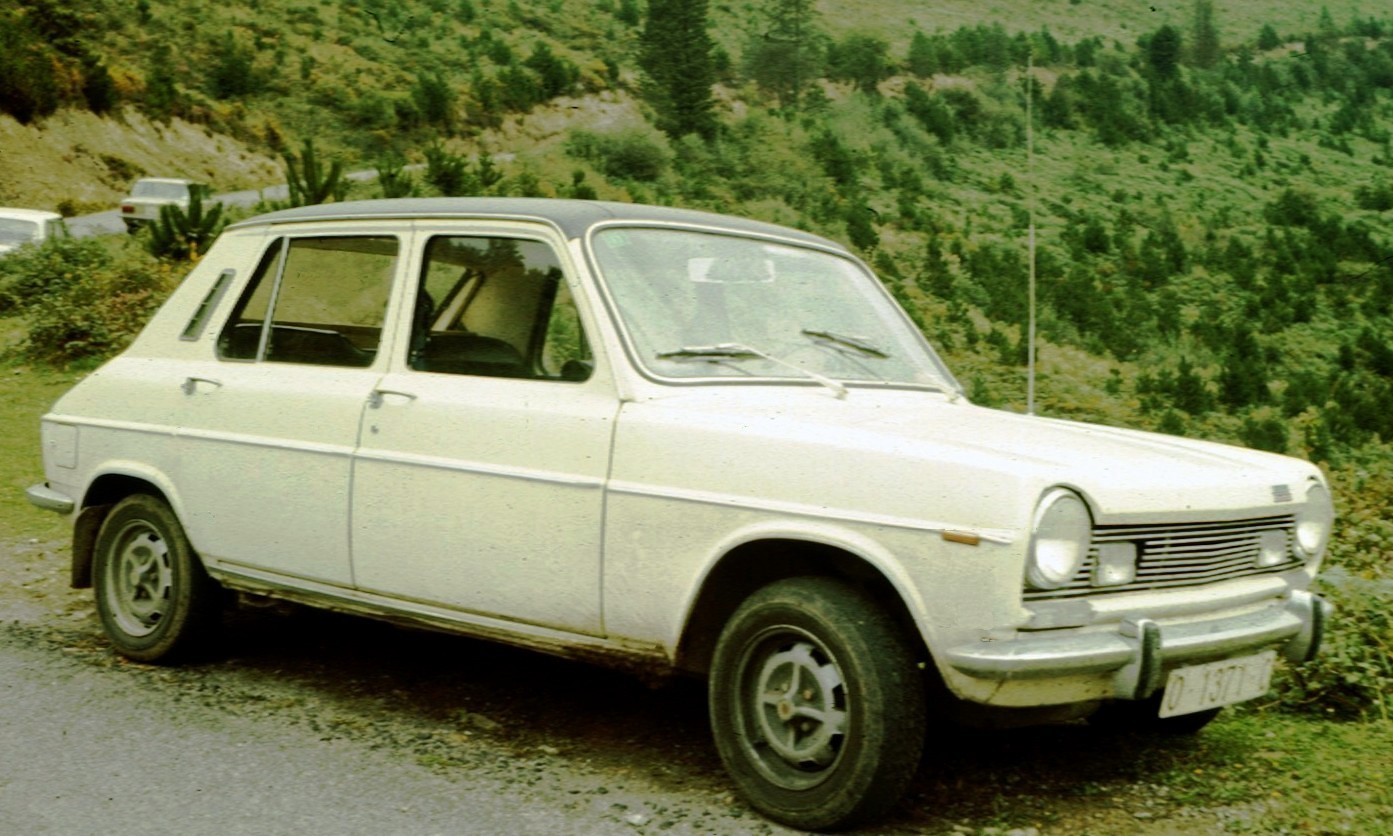
Simca 1100
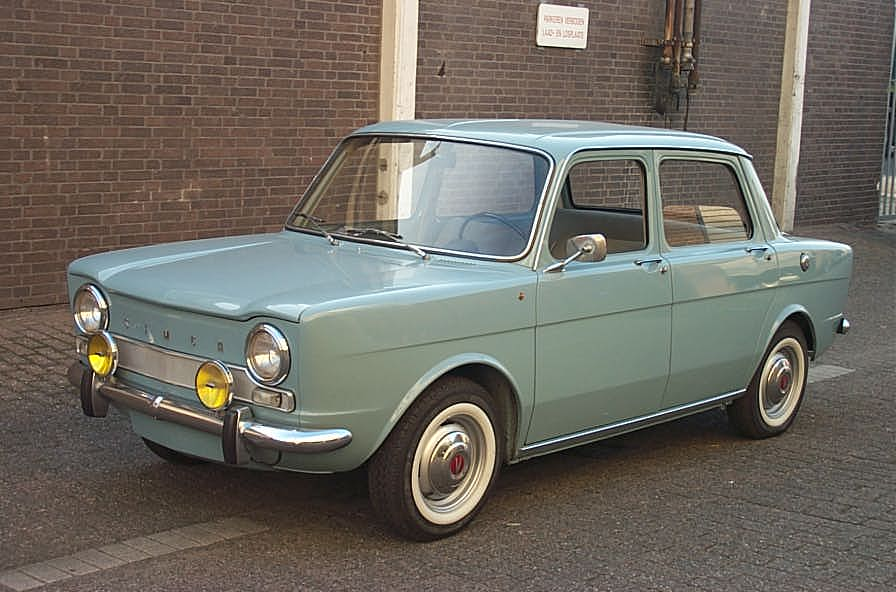
Simca 1000
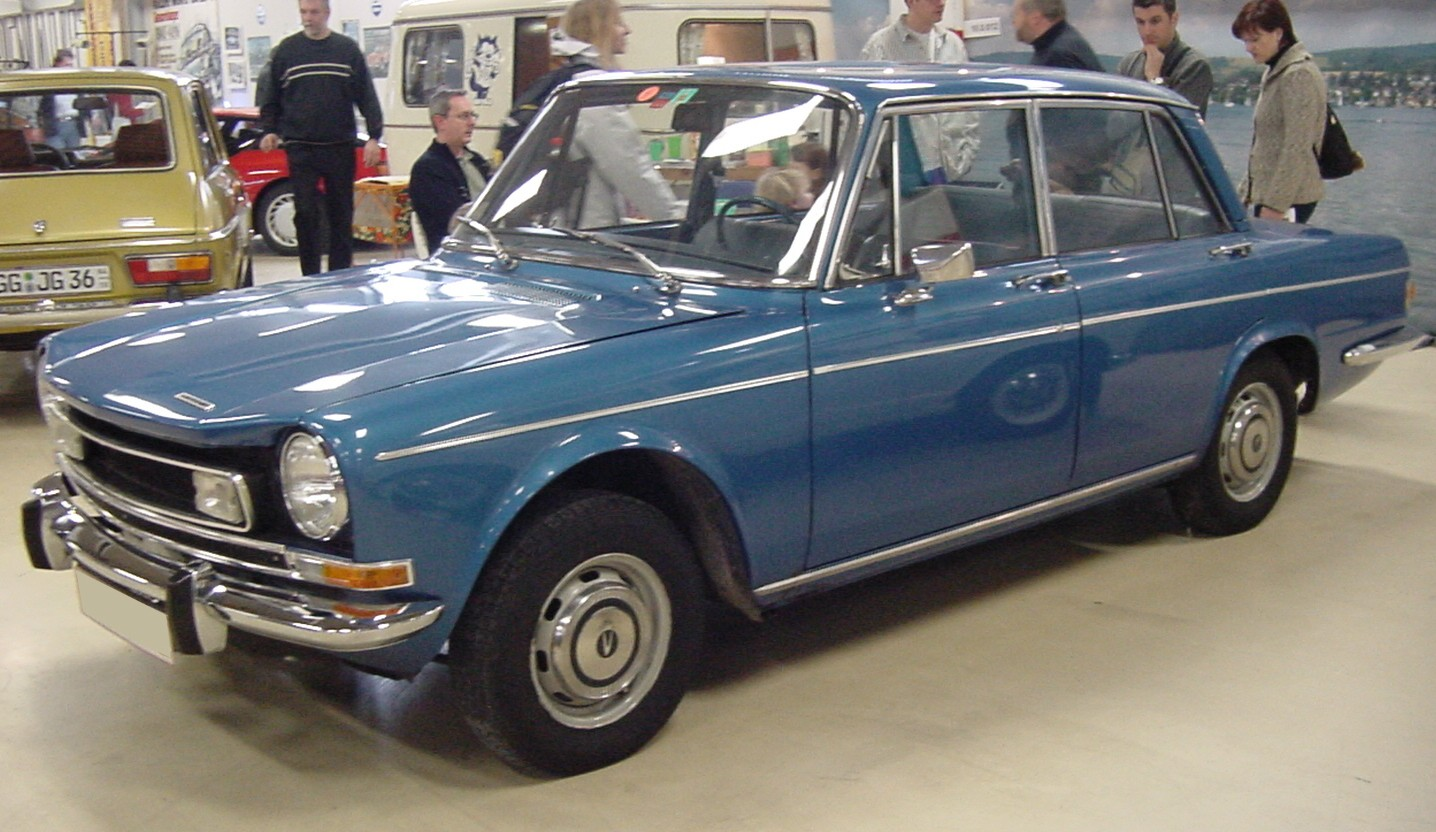
Simca 1301
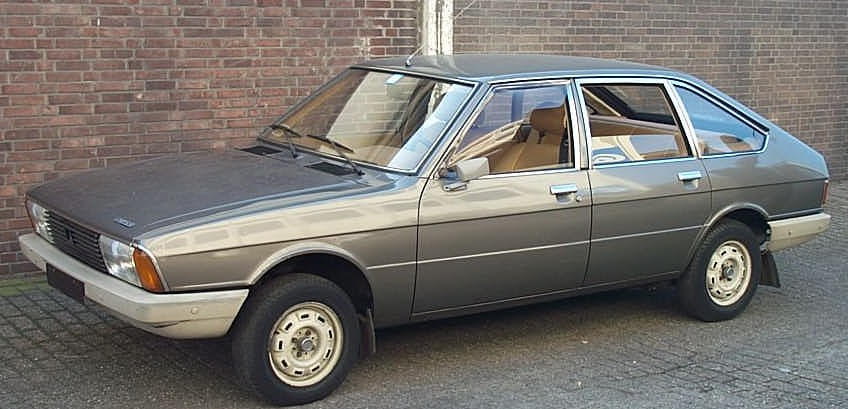
Simca 1307
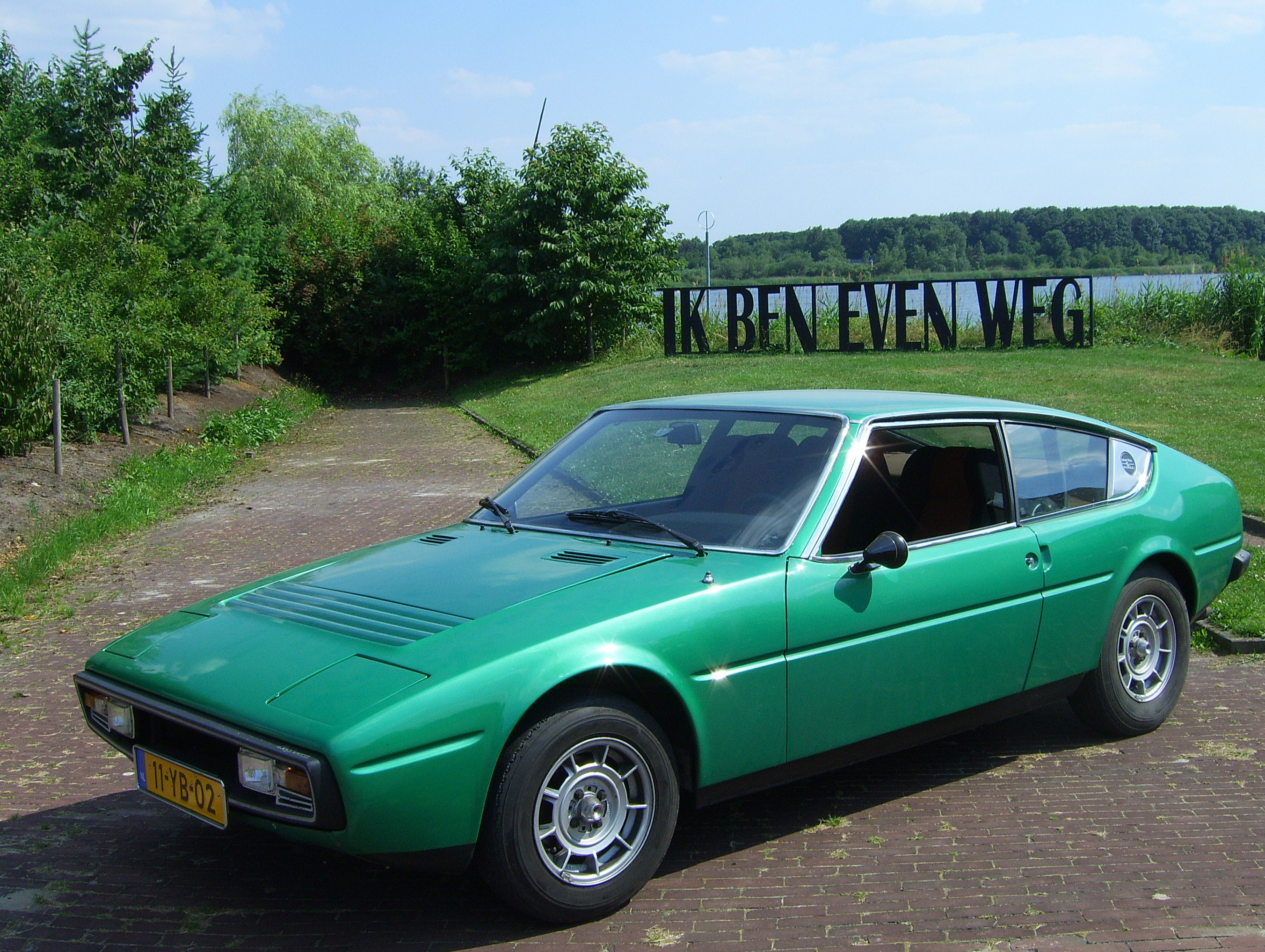
Matra-Simca Bagheera
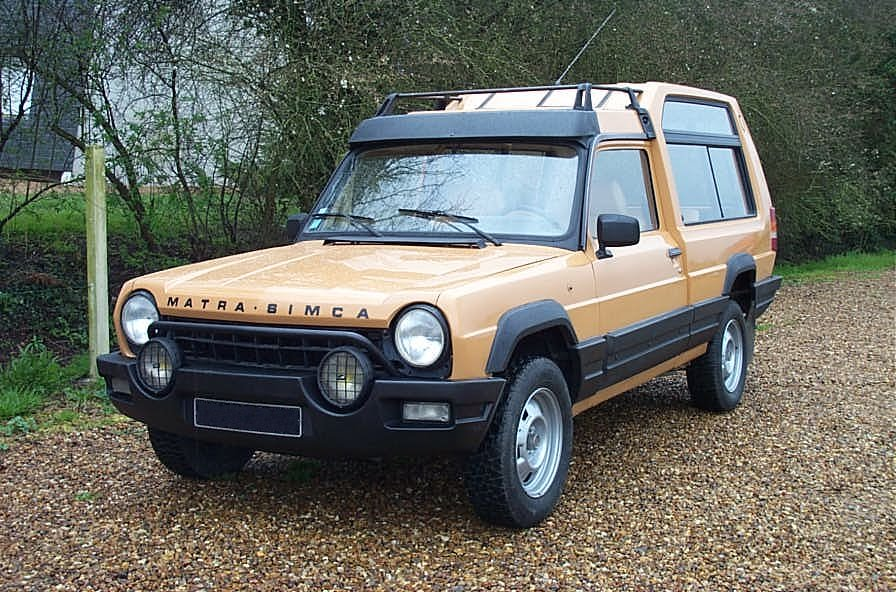
Matra-Simca Rancho